# 萨斯拜赖克
萨斯拜赖克，是匈牙利亚斯-瑙吉孔-索尔诺克州所辖的一个村，总面积39.22平方公里，总人口987，人口密度25.2人/平方公里（2010年1月1日）。